# 伊維耶區
伊維耶區（羅馬化：Iv'yevskiy rayon）是白俄羅斯西北部格羅德諾州的一個區，行政中心为伊维耶，面積1,845.5平方公里，2009年人口28,891，人口密度每平方公里15.68人。